# Гідрогеомеханіка
Гідрогеомеханіка (рос. гидрогеомеханика, англ. hydrogeomechanics, нім. Hydrogeomechanik f) — науковий напрям, що вивчає основи механіки водонасичених гірських порід щодо проблем гідрогеології та інженерної геології. 
Гідрогеомеханіка основана на теорії механіки ґрунтів і геофільтрації. Методичні основи Г. включають аналіз і вивчення гірських порід разом з укладеними в них флюїдами як єдиної механічної системи, оцінку напружено-деформованого стану водонасичених гірських порід, фіз.-мех. основи їх міцності і деформованості, аналіз геофільтраційних процесів, оцінку умов стійкості масивів для прогнозу або індикації в них напружень і деформацій. Результати гідрогеомеханічних досліджень використовують для прогнозу осадових товщ гірських порід при глибокому водозниженні, оцінки геофільтраційних і геомеханічних параметрів, вивчення стійкості бокових порід в підземних виробках і укосів в обводнених масивах на кар'єрах, прогнозу умов виїмки к.к. під водними об'єктами системами з обваленням покрівлі, а також прогнозу раптових проривів води і пливунів.